# Sport Club Internacional (Bahia)
Sport Club Internacional é um clube de futebol brasileiro fundado em 1911 e já extinto, da cidade de Salvador, na Bahia.
Em 1914, venceu o campeonato de futebol da Bahia, organizado pela Liga Brasileira de Sports Terrestres. A taça foi entregue ao então vice-presidente do clube, Raul Bomfim, a 9 de fevereiro de 1915. A 21 do mesmo mês, tomou posse a nova diretoria do clube, presidida por José Lázaro de Araújo, com Raul Bomfim como vice.

## Títulos
- Campeonato Baiano: 1 (1914)